# GLUT4
O GLUT 4, também denominado transportador de glicose 4 ou membro 4 da família 2 de carreador de soluto é uma proteína transportadora codificada pelo gene SLC2A4, sendo abundante nas membranas celulares do músculo esquelético, cardíaco e tecido adiposo. Existem evidências de que o gene que codifica o GLUT 4 foi conservado durante a evolução dos vertebrados, já que o mesmo é encontrado em mamíferos (41 espécies), répteis (2 espécies) e peixes com nadadeiras raiadas (10 espécies). A primeira evidência para a existência dessa proteína foi fornecida por David James em 1988.
Apesar de possuir a menor cinética da família dos GLUT, esse transportador apresenta uma grande afinidade pelo seu substrato, a glicose. Sendo assim, a principal função do GLUT 4, que é um transportador insulina-dependente, é realizar o transporte por difusão facilitada de glicose, proporcionando um fluxo bidirecional desse elemento. Como este transporte é realizado a favor do gradiente de concentração, a presença dessas proteínas transportadoras se torna essencial. Todavia, em momentos onde o estímulo não é tão alto, a densidade de GLUT4 na membrana das células é muito baixa. Nesse caso, o GLUT se encontra presente em vesículas citoplasmáticas, cujo número varia entre os tecidos, dependendo da atividade dos mesmos.

## Estrutura

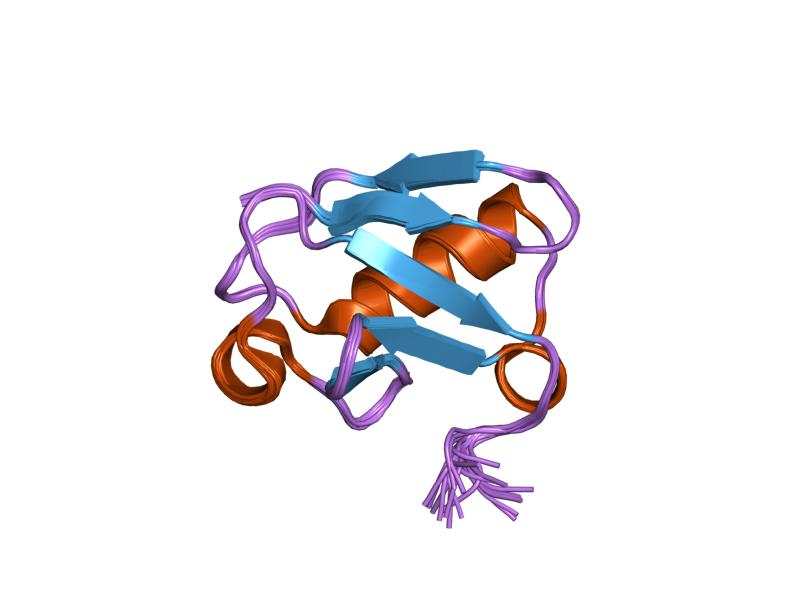
Domínio de ubiquitina presente no GLUT 4 com função regulatória.

Através de análises, foi sugerida a presença de 12 segmentos transmembrânicos hidrofóbicos conectados por segmentos hidrofilícos na estrutura molecular do GLUT 4. Esses segmentos transmembrânicos formam alfa-hélices perpendiculares ao plano da membrana plasmática, constituindo poros e canais por onde a molécula de glicose atravessa. As sequências de aminoácidos presentes nesses segmentos são altamente conservadas entre as diversas isoformas de GLUT, o que sugere que esses resíduos determinam uma função comum a todas essas isoformas, ou seja, o transporte de glicose. No entanto, as diferenças aumentam nas extremidades NH2 e COOH, sugerindo que esses domínios estão envolvidos nas características específicas de cada GLUT, ou seja, na regulação hormonal, localização celular e imunogenicidade. Entre as sequências únicas presentes no GLUT 4, encontra-se um resíduo de fenilalanina na sequência N-terminal e dois resíduos de leucina e motivos ácidos na extremidade COOH.

## Distribuição nos tecidos

#### Músculo Esquelético
O GLUT4 é o principal transportador de glicose presente no músculo esquelético, e é encontrado e armazenado no meio intracelular. A contração do músculo esquelético juntamente com o aumento das taxas de insulina no sangue estimulam a ação do GLUT4 e a captação de glicose, através de diversas cascatas de sinalização. Isso ocorre pois a contração muscular e o esforço físico provocam a formação da adenosina monofosfato (AMP), que interfere no processo favorecendo um aumento na taxa de transcrição do GLUT4 e, consequentemente, uma maior translocação deste. As vesículas transportadoras de GLUT4 podem ser divididas em dois grupos: as vesículas que são receptores positivos para transferrina (transportadora de ferro) e fazem parte de compartimentos endossomais, e as vesículas que são receptores negativos para transferrina e não são endossomais, provavelmente fazendo parte de um compartimento específico do GLUT4. O uso de cada tipo de vesícula requer um estímulo específico. A vesícula positiva para transferrina é utilizada mediante contrações musculares, ao passo que a vesícula negativa é ativada pela presença de insulina em grandes concentrações e pelo exercício físico.

#### Músculo Cardíaco
O transportador GLUT4 está presente no músculo cardíaco, no meio intracelular (assim como no músculo esquelético e adipócitos), e sua ação é estimulada pela combinação de exercícios físicos e presença de insulina no sangue. O estado de jejum também pode ser favorável a ação do GLUT4, já que quando o metabolismo se encontra nessas condições, o outro transportador encontrado no músculo cardíaco (GLUT1) estará em baixa concentração, e o GLUT4 permanece em concentrações normais. O GLUT4 é constantemente translocado entre o meio intracelular e a membrana plasmática, para facilitar a difusão de glicose para o meio intracelular (ou para fazer exocitose).

#### Tecido Adiposo
O tecido adiposo é responsável por regular a homeostase da glicose e a massa gorda corporal, e é capaz de se relacionar com diversos tecidos e órgãos. Em adipócitos com problemas funcionais, pode haver uma expressão desregulada de GLUT4 e um aumento na captação de glicose, o que favorece o acúmulo de gordura no organismo e pode levar o indivíduo a um quadro de obesidade. Já em células com redução da expressão do GLUT4, a captação de glicose pelo adipócito é reduzida, mas o armazenamento de gordura continua ocorrendo normalmente.

## Regulação
A captação de glicose pelos miócitos e adipócitos é mediada pelo transportador de glicose GLUT4. Durante o repouso e entre as refeições, alguns GLUT4 estão presentes na membrana plasmática, mas a grande maioria (podendo chegar a 95% em adipócitos) encontra-se retida nas membranas de pequenas vesículas intracelulares. A insulina liberada pelo pâncreas em resposta à alta concentração de glicose sanguínea desencadeia o movimento dessas vesículas intracelulares à membrana plasmática, com a qual elas se fundem, levando as moléculas de GLUT4 para a membrana plasmática. Com mais moléculas de GLUT4 em ação, a taxa de captação de glicose aumenta em 15 vezes ou mais, participando ativamente no controle da glicemia nos tecidos e no plasma.. Quando os níveis de glicose sanguínea retornam ao normal, a liberação de insulina torna-se lenta, e a maioria das moléculas de GLUT4 é removida da membrana plasmática e armazenada novamente em vesículas pelo processo de endocitose.
Altos níveis de insulina geram aumento na síntese do glicogênio nos miócitos pela ativação da PP1 e inativação da GSK3. Miócitos possuem vesículas intracelulares que funcionam como uma reserva de transportadores GLUT4. Em baixos níveis de insulina, cerca de 10% do GLUT4 está na membrana plasmática e 90% nas vesículas intracelulares, mas quando estimulados pela insulina, migram para membrana plasmática e propicia aumento na captação de glicose. A ligação da insulina a seu receptor aciona o mecanismo de sinalização intracelular e a ligação/ativação do IRS1 com a enzima PI3-quinase é um passo essencial para ativar um sistema ainda pouco conhecido, que promove um rápido deslocamento das vesículas intracelulares para a superfície celular, onde fundem-se com a membrana plasmática, aumentando a densidade de proteínas transportadoras GLUT4. Com isso, ocorre baixa da glicose sanguínea através dos miócitos, já que aumentam a taxa de captação de glicose, a síntese de glicogênio e a glicólise.
Miócitos com vesículas de GLUT4 localizam-se principalmente nos tecidos adiposo branco e marrom, musculatura esquelética e cardíaca. No tecido adiposo, redução na expressão de GLUT4 associa-se com obesidade e desenvolvimento da RI, independentemente da regulação que ocorrer em músculo esquelético. Esta regulação negativa do GLUT4 em tecido adiposo é observada de forma consistente em estados de RI, tais como obesidade, DM2 e síndrome metabólica.
Em casos de inflamação tecidual, e resistência à insulina há estímulo do fator de necrose tumoral (TNF-α) e demais substâncias do processo inflamatório, que diminuem a densidade dos GLUT na membrana e torna o músculo mais resistente à captação de glicose. Em animais diabéticos o nível de GLUT4, tanto nos adipócitos e células musculares cardíacas e esqueléticas, está diminuindo. Por isso, exercícios físicos fatigantes devem ser evitados por indivíduos diabéticos, de modo a evitar lesões a tecidos musculares. Além disso, deve-se evitar dietas ricas em gordura, já que estas diminuem os níveis de GLUT4 nos adipócitos e músculos.

## Importância Clínica
Os tecidos que possuem resistência à insulina também possuem deficiência na captação de glicose e são indicativos do surgimento de diversas doenças, tais como: hipertensão, aterosclerose, diabetes mellitus e obesidade. Em portadores de diabetes mellitus tipo 2, notou-se, após experimentos com modelos animais, que as células do tecido adiposo branco aumentam seu volume cerca de 15 vezes, enquanto a quantidade GLUT4 não aumenta proporcionalmente, aparecendo com uma frequência apenas 3 vezes maior, demonstrando uma regulação tecido específica do GLUT4, pois ocorre apenas no tecido adiposo. Em relação à obesidade, constatou-se também em modelos animais que, enquanto o quadro não está estabelecido, a resistência ao hormônio insulina encontra-se regular ou aumentada, tendência seguida pelo GLUT4. Apenas quando a obesidade já está estabelecida, a resistência à insulina está instalada e há redução na quantidade de GLUT4 em todos os tecidos.

## Interações
A principal interação de GLUT4 é, obviamente, com a insulina. A insulina induz o aumento de isquemia miocárdica e do número de transportadores GLUT4 na membrana da célula cardíaca. Quando os níveis energéticos estão baixos e os níveis de AMP aumentam ocorre a indução dos transportadores GLUT4, assim a glicose pode ser transportada da circulação para dentro do músculo e fornecer energia.
O GLUT 4 pode interagir com a proteína Daxx, associada à regulação da morte celular (apoptose) através de domínios semelhantes, encontrados tanto no transportador como na proteína. Quando essa interação acontece, a proteína Daxx é translocada para o espaço intracelular.
Há indícios da presença do gene de GLUT4 no sistema nervoso central, como no hipocampo, estrutura relacionada à memória e ao sistema límbico, e a deficiência do seu transporte nessa estrutura acarreta diminuição das atividades metabólicas dos neurônios, podendo levar à depressão e disfunção cognitiva. Há substratos anatômicos na sinalização da insulina no hipocampo demonstrando que a translocação estimulada por insulina de GLUT4 para a membrana plasmática do hipocampo ocorre por mecanismos semelhantes aos descritos em tecidos periféricos. Com isso, sugere-se que a translocação mediada por insulina de GLUT4 pode fornecer um mecanismo que estimula um aumento dos neurônios do hipocampo através da utilização de glicose durante o aumento da atividade neuronal associada à aprendizagem dependente do hipocampo.